# 600e division d'infanterie
La  600e division d'infanterie (Russe) (en allemand : 600. (Russische) Infanterie-Division ou 600. (Russ.) ID) est une des divisions d'infanterie de l'armée allemande (Wehrmacht) durant la Seconde Guerre mondiale.

## Création
La 600. (Russische) Infanterie-Division est formée le 1er décembre 1944 sur le Truppenübungsplatz (terrain d'entrainement) de Münsingen dans le Wehrkreis V avec du personnel de la Division der Russischen Beferiungsarmee (Russkaja Oswobodennaja Armija ou R.O.A.) du général Andreï Vlassov.
Elle combat sur l'Oder et dans la bataille de Berlin.

## Organisation

### Commandants
| Date                         | Grade           | Commandant            |
| ---------------------------- | --------------- | --------------------- |
| ? décembre 1944 - ? mai 1945 | Generalleutnant | Sergueï Bouniatchenko |

## Théâtres d'opérations
- Allemagne : Décembre 1944 - Mai 1945

## Ordres de bataille
- Grenadier-Regiment 1601
- Grenadier-Regiment 1602
- Grenadier-Regiment 1603
- Artillerie-Regiment 1600
  - I. Abteilung
  - II. Abteilung
  - III. Abteilung
  - IV. Abteilung
- Pionier-Bataillon 1600
- Aufklärungs-Abteilung 1600
- Panzerjäger-Abteilung 1600
- Feldersatzbataillon 1600
- Divisionseinheiten 1600